# Eurybrachidae
Eurybrachidae (лат.) — семейство равнокрылых насекомых из надсемейства Fulgoroidea. Около 40 родов. Тропики и субтропики Старого Света: Азия, Африка, Австралия.

## Описание
Среднего размера и мелкие цикадовые насекомые. Голова очень широкая (ширина вдвое превышает длину). Клипеус без латеральных килей. Задние голени без подвижной вершинной шпоры. Второй сегмент задних лапок маленький, апикально округлённый, без шипиков.
Для Австралии указано 13 родов, из которых 10 эндемичны для материка. Виды рода Platybrachys (длина 1—2 см) в Австралии обнаруживаются на растениях родов Eucalyptus и Acacia.

## Систематика
| - Amychodes - Ancyra White (Азия) - Aspidioxys - Aspidonitys - Chalia - Dardus (Австралия) - Druentia (Африка) - Elthenus - Euronotobrachys Kirkaldy (Австралия) - Eurybrachys Guérin-Méneville, 1834 (Индонезия — Индия) - Fletcherobrachys Constant (Австралия) - Frutis (Борнео — Китай) - Gastererion - Gedrosia Stål (Австралия) - Gelastopsis Kirkaldy (Австралия) - Harmosma - Hackerobrachys Constant (Австралия) - Kirkaldybrachys (Австралия) - Loxocephala (южный Китай) | - Lyncilia Stål - Macrobrachys - Maeniana Metcalf (Австралия) - Maon Fennah (Австралия) - Mesonitys (Африка) - Messena (Индонезия) - Metoponitys - Navorillina (Австралия) - Neoplatybrachys - Nesiana - Nicidus (Борнео) - Nirus Jacobi (Австралия) - Olonia Stål (Австралия) - Paropioxys (Африка) - Platybrachys Stål (Австралия) - Purusha (Индонезия) - Ricanocephalus Melichar - Thessitus (Филиппины — Индия) - Yarrana (Африка) |

- Paropioxys jucundus,
сверху
- Paropioxys jucundus,
снизу